# Герб Гибралтара
Герб Гибралтара, утверждённый в 1502, изображает трёхбашенную красную крепость, перед которой находится золотой ключ.
Латинская надпись «это знак гибралтарской скалы».

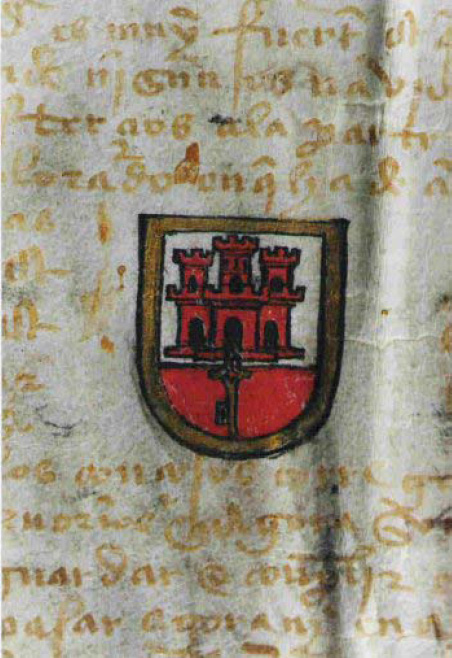
Первоначальный вариант герба в королевском указе

Первоначальный вариант герба был дарован городу королём Фердинандом II и королевой Изабеллой Кастильской в Толедо во время испанского периода Гибралтара. Он отличался от современного отсутствием ленты с девизом. После захвата Гибралтара англо-голландскими силами в 1704 году, испаноязычные жители покинули город, увезя с собой архив, включавший в том числе оригинальный королевский указ об утверждении городского герба. Бывшие гибралтарцы обосновались на испанской территории, основав город Сан-Роке. Испания признала город преемником Гибралтара, разрешив ему использовать герб, созданный на основе гибралтарского. Королевский указ об утверждении герба Гибралтара в настоящее время находится в архивах Сан-Роке.